# 7Zuma7
7Zuma7 was een Nederlandse band uit Eindhoven die bestond van 1995 tot 2000. Als reden voor het uit elkaar gaan noemt de band problemen in de relationele sfeer.

## Bezetting
- Jerry van Eijck (zang, gitaar)
- Ronald Herregraven (basgitaar) (1999)
- John Peate (gitaar)
- Arjen Rienks (basgitaar) (1999)
- Jacco van Rooy (drums)
- Nick Sanders (zang, basgitaar) (1996-1999)
- Miranda van der Voort (basgitaar) (vanaf 1999)

## Discografie
- 7Zuma7 (1997)
- Deep inside ... (1999)